# Tha Last Meal
| Совокупная оценка    | Совокупная оценка |
| Источник             | Оценка |
| -------------------- | --- |
| Metacritic           | 65/100 |
| Оценки критиков      | |
| Источник             | Оценка |
| Allmusic             | [ 2 ] |
| Entertainment Weekly | C+ |
| Los Angeles Times    | 2 из 4 звёзд · 2 из 4 звёзд · 2 из 4 звёзд · 2 из 4 звёзд |
| HipHopDX.com         | 3,5 из 5 звёзд · 3,5 из 5 звёзд · 3,5 из 5 звёзд · 3,5 из 5 звёзд · 3,5 из 5 звёзд                                                                                                |
| RapReviews.com       | 8,5 из 10 звёзд · 8,5 из 10 звёзд · 8,5 из 10 звёзд · 8,5 из 10 звёзд · 8,5 из 10 звёзд · 8,5 из 10 звёзд · 8,5 из 10 звёзд · 8,5 из 10 звёзд · 8,5 из 10 звёзд · 8,5 из 10 звёзд |
| Rolling Stone        | 3,5 из 5 звёзд · 3,5 из 5 звёзд · 3,5 из 5 звёзд · 3,5 из 5 звёзд · 3,5 из 5 звёзд                                                                                                |
| Vibe                 | 3,5 из 5 звёзд · 3,5 из 5 звёзд · 3,5 из 5 звёзд · 3,5 из 5 звёзд · 3,5 из 5 звёзд                                                                                                |
| USA Today            | 3 из 4 звёзд · 3 из 4 звёзд · 3 из 4 звёзд · 3 из 4 звёзд |

Tha Last Meal — пятый сольный альбом Snoop Dogg, вышедший в 2000 году. В первую неделю в США было продано 397238 экземпляров.

## Об альбоме
За несколько недель до официального выхода альбома все треки альбома были выложены Шуг Найтом в интернет для скачивания с сайта Death Row Records.
Для того чтобы прорекламировать этот альбом Снуп выступил на церемонии награждения The Source Awards в ноябре 2000 года.
Этот альбом был его последним альбомом на лейбле Master'а P No Limit Records.
В 2010 году в честь двадцатипятилетия со дня основания лейбла Priority Records была выпущена переизданная версия альбома, которая не включала никаких бонус-треков.

## Список композиций
| №   | Название                                                                          | Продюсер(ы)                | Длительность |
| --- | --------------------------------------------------------------------------------- | -------------------------- | ------------ |
| 1.  | «Intro»                                                                           | Dr. Dre                    | 1:21         |
| 2.  | «Hennesey n Buddah» (при участии Kokane)                                          | Dr. Dre                    | 4:11         |
| 3.  | «Snoop Dogg (What's My Name Pt. 2)»                                               | Timbaland                  | 4:03         |
| 4.  | «True Lies» (при участии Kokane)                                                  | Dr. Dre, Mike Elizondo     | 4:00         |
| 5.  | «Wrong Idea» (при участии Bad Azz, Kokane & Lil' ½ Dead)                          | Jelly Roll                 | 4:14         |
| 6.  | «Go Away» (при участии Kokane)                                                    | Keith Clizark, Meech Wells | 4:52         |
| 7.  | «Set It Off» (при участии MC Ren, The Lady of Rage, Ice Cube, Nate Dogg & Kurupt) | Timbaland                  | 4:37         |
| 8.  | «Stacey Adams»                                                                    | Battlecat                  | 4:35         |
| 9.  | «Lay Low» (при участии Nate Dogg, Butch Cassidy. Tha Eastsidaz & Master P)        | Dr. Dre, Mike Elizondo     | 3:43         |
| 10. | «Bring It On» (при участии Suga Free & Kokane)                                    | Jelly Roll                 | 4:17         |
| 11. | «Game Court» (skit) (при участии Mac Minister)                                    | Studio Ton                 | 2:10         |
| 12. | «Issues»                                                                          | Meech Wells                | 2:35         |
| 13. | «Brake Fluid (Biiittch Pump Yo Brakes)»                                           | Scott Storch               | 5:56         |
| 14. | «Ready 2 Ryde» (при участии Eve)                                                  | Scott Storch               | 4:21         |
| 15. | «Loosen' Control» (при участии Soopafly & Butch Cassidy)                          | Soopafly                   | 4:09         |
| 16. | «I Can't Swim»                                                                    | Jelly Roll                 | 4:17         |
| 17. | «Leave Me Alone»                                                                  | Battlecat                  | 4:12         |
| 18. | «Back Up Off Me» (при участии Master P & Magic)                                   | Carlos Stephens            | 5:15         |
| 19. | «Y'all Gone Miss Me» (при участии Kokane)                                         | Scott Storch               | 4:15         |

## Синглы
| «Snoop Dogg (What’s My Name Pt. 2)» - Дата выпуска: 17 октября, 2000 года - Позиция в чарте:#77 (U.S.) - Позиция в чарте: #25 (U.S. R&B) |
| «Hennesey n Buddah» - Дата выпуска: 2001 год - Позиция в чарте: −                                                                        |
| «Lay Low» - Дата выпуска: 20 марта, 2001 года - Позиция в чарте:#50 (U.S.) - Позиция в чарте: #20 (U.S. R&B)                             |
| «Losin’ Control» - Дата выпуска: 2001 год - Позиция в чарте: −                                                                           |

## Семплы
- «Intro»
  - The Ohio Players — «I Want to Be Free»
- «Wrong Idea»
  - Cameo — «Single Life»
- «Bring It On»
  - The Egyptian Lover — «I Need a Freak»
- «I Can’t Swim»
  - G. Clinton — «Aqua Boogie»
- «Leave Me Alone»
  - Cameo — «She’s Strange»
  - The Gap Band — «Early in the Morning»
- «Back Up Off Me»
  - J. Johnson — «Candy Man»
- «Y’all Gone Miss Me»
  - M. Jagger — «Miss You»

## Чарты
| Чарты (2000-2001)                   | Пик позиции |
| ----------------------------------- | ----------- |
| Australian Albums Chart             | 38          |
| Belgian (Flanders) Albums Chart     | 47          |
| Canadian Albums Chart               | 15          |
| Dutch Albums Chart                  | 32          |
| French Album Charts                 | 13          |
| German Albums Chart                 | 46          |
| New Zealand Albums Chart            | 19          |
| Swedish Albums Chart                | 53          |
| Swiss Albums Chart                  | 81          |
| UK Albums Chart                     | 62          |
| US Billboard 200                    | 4           |
| US Billboard Top R&B/Hip-Hop Albums | 1           |

## Сертификации
| Регион | Сертификация | Продажи    |
| --- | ------------ | ---------- |
| Канада (Music Canada) | Платиновый   | 100 000^   |
| Франция (SNEP) | Золотой      | 100 000*   |
| Великобритания (BPI) | Золотой      | 100 000^   |
| США (RIAA) | Платиновый   | 1 000 000^ |
| * Данные о продажах приведены только на основе сертификации. ^ Данные о тиражах приведены только на основе сертификации. |              |            |